# 969運動
969運動 (きゅうろくくうんどう、ビルマ語: ၉၆၉ သင်္ကေတ)とは、ミャンマー（ビルマ）の仏教過激派・民族主義運動である。「969」の数字は、仏法僧の三宝を意味する。上座部仏教僧のアシン・ウィラトゥを指導者とし、ムスリム（イスラム教徒）の迫害を煽動している。

## 「969運動」の意味
ミャンマーのムスリムは、『クルアーン』冒頭、「慈悲深く、慈愛あまねきアッラーの御名において」（バスマラ）の語句を数字に置き換えた「786」をムスリムのしるしとして常用している。そこでウィラトゥはこれに対抗して、三宝を掲げた「969運動」とみずからの運動を名付けた。最初の「9」は仏陀の九徳を、次の「6」は法の六徳を、最後の「9」は僧伽の九徳を意味する。アシン・ウィラトゥが師と仰ぐ仏教普及伝道局初代局長チョールイン（U Kyaw Lwin）の『ひとりの善き仏教徒』という著書が、その思想的ルーツであり、2000年にタイトルを『最上の仏教徒』と変えて再出版されたこの著書の表紙が969のロゴの原型なのだという。
また、運動のステッカーにはアショーカ王の石柱をあしらった。石柱に彫られた王の紋章の車輪は「真理」を意味し、神話ではこれを回し「悪」を退治した。

## 概要

### 運動の発端
2012年5月、ラカイン州でムスリムの男性がラカイン族の仏教徒の女性を強姦した末、殺害し、ムスリムと仏教徒の衝突に発展するという事件が起きた。この事件に衝撃を受けたモン州モーラミャインに住むサッダンマ(Ashin Saddhamma)とウィマラ(Vimala)という2人のモン族僧侶は、同年10月、ムスリムに対抗するための出家者ネットワーク（Ganawasaka Sangha Network）を設立。「民族（仏教徒）と宗教（仏教）を守れ」というスローガンの下、ムスリムが経営する店で買い物をしない、ムスリムと結婚しないと仏教徒に呼びかける運動を始めた。この運動はロゴに「969」という数字を使ったので、969運動と呼ばれた。ただこの969運動は、賛同者の個人的ネットワークを拠りどころとする分散型の運動だった。

### ”仏教テロリスト”ウィラトゥ
2012年1月、2003年にチャウセで仏教徒の人々がイスラム教徒10人が殺害する事件を扇動したかどで、禁錮25年の刑を受けていたウィラトゥが、恩赦を受けて釈放された。ウィラトゥは、約2500人の僧侶を擁する、マンダレーの新マソーイエン僧院の僧院長であり、国内序列7位の高僧でもあった。運動の拡大を目論んでいた969運動の幹部たちはウィラトゥに協力を求め、彼もこれに応じて969運動の広告塔として活発な活動を始めた。折しも2011年に民政移管したミャンマーでは、インターネットが解禁されてネットユーザーが急増している時期であり、ウィラトゥはこれを奇貨として、説法、印刷物、ビデオテープ、DVDといった伝統的メディアの他に、FacebookやYotubeなどのSNSを積極的に利用して、人々にメッセージを発した。2017年末の段階で、ウィラトゥのFacebookアカウントには26万5000万人のフォロワーがいた。
969運動は公式には非暴力を表明しており、ウィラトゥ自身も「暴力を使わずに国民を守る英防衛連盟（EDL）のようになりたい」と述べたり、毎日新聞の取材に対しては「私たちの行動は自己防衛です。仏教徒は穏やかで我慢強い。攻撃的なイスラム教徒から、せめて自らを守る必要があるのです」と、共同通信社の取材に対しては「私はビンラディンでもヒトラーでもない。この国は仏教徒が多数派の国であり続けるべきだが、他宗教との共存を否定などしていない」と述べたりするなど暴力否定的もしくは自衛暴力のみ肯定する発言している。しかし、ウィラトゥや969運動のメッセージを見てみると、「ムスリムによる仏教徒の少女へのレイプは日常茶飯事だ。毎日のように発生するから、できるだけ余さず告発している。マンダレーでも、6歳の少女が55歳で“カラー”の大家に強姦される事件があった。わたしは少女の家族を全力で守った」「優しさと愛で心を満たすことはできる。だが、狂犬（ムスリム）の横で眠ることはできない」「野生の象（ムスリム）と人間は一緒に住めない。追い出さなければ人は殺されてしまう」「確かに私はイスラム教徒を『野生の象』だと言った。野生の象から身を守らなければ、人は殺されるからだ。仏教は殺生を禁じているが、身を守るために象を殺さざるを得ない例外はある」「（768はそれぞれの桁の数字を足すと21になるので）21世紀にムスリムによるミャンマー乗っ取り計画が実行される」ことを意味する数字だと主張した」といったもので、明らかにムスリムに対する差別と偏見に満ちたもだった。ミャンマーのサンガを研究している藏本龍介によれば、彼らの発言は（１）ムスリムの男性は仏教徒の女性を虐げている（２）ムスリムはミャンマーを占領しようとしている（３）仏教徒と仏教を守らなければならないといった特徴があるのだという。
そしてウィラトゥや969運動のこのようなメッセージが、2012年から2013年にかけての仏教徒とムスリムの衝突を誘発したのは否定できない。2012年6月3日、前述したロヒンギャ男性による仏教徒女性の強姦殺人事件の報復として、仏教徒の人々が、ロヒンギャの乗客が乗ったバスを襲撃して、ロヒンギャ10人が殺害される事件が発生。6月8日にはロヒンギャ数千人が暴動を起こし、仏教徒が殺害された。事件はさらに大規模な暴動に発展し、公式発表によると192人、報道によると200人〜250人以上の死者が出、その大半がロヒンギャであったとされる。さらに10万人、あるいは25万人以上のロヒンギャが住処を追われ避難民となった。2013年3月20日には、マンダレー地方域のメイッティーラで、質店経営者のムスリムと仏教徒の客の口論がきっかけで暴動が発生し、ムスリム82人、仏教徒4人が殺害された。警察は事態をほぼ放置しており、仏教徒の暴徒たちがモスクを焼き払い、黒焦げの遺体を引きずり回してなぶり物にする動画がネットに流出した。焼き討ちに遭ったムスリムの商店跡には「969」がスプレーされていた。この暴動で約7千人が避難民が発生し、その多くがムスリムだった。これらの事件以外にも2013年には、4月にヤンゴン地方域のオウッカンで、5月にシャン州のラーショーで、8月にザガイン地方域のカンバルーで、9月には再びラカイン州のタンドゥエーで、仏教徒とムスリムが衝突する事件が発生した。翌2014年7月には、再びマンダレーで仏教徒による暴動が起き、ムスリム経営の喫茶店が襲撃され、仏教徒とムスリム双方に死者が出た。この事件は、ウィラトゥがFacebookに店主の強姦疑惑について書きこみ、政府に「イスラム聖戦士」に対する厳しい対応を求めたのがきっかけだった。
こうした中、2013年6月に発売されたアメリカの『タイム』誌の表紙をウィラトゥが飾り、「The Face of Buddhist Terror（仏教テロリストの顔）」と紹介され、誌面では彼の特集記事が組まれた。これに対してミャンマーから反発の声が上がり、Facebookにはウィラトゥを養護する声が溢れ、『タイム』に抗議する署名サイトには4万人近くが署名した。ウィラトゥは『タイム』の記事が誤解を与え、自身に抗議するイスラム教徒が彼に「ミャンマーのビンラディン」というレッテルを貼ったと主張した。ミャンマー政府は、『タイム』を発禁処分としたが、これは、民政移管後のミャンマーでの初めての発禁処分だった。

### マバタ
2013年9月、ミャンマー国内のすべての出家者を統括する「国家サンガ大長老委員会（通称マハナ）」が、969という数字の政治利用と969に関連する組織を設立を禁止した。ただしマハナの声明は、969運動の反ムスリム言動と一連の暴力沙汰との関連についてはまったく触れず、運動の思想・信条も否定せず、ただ969運動のメンバーがマハナと宗教省の許可なく、民族・宗教保護法案に関するロビー活動を行ったことを批判するだけだった。いずれにせよ、これにより969運動の継続は困難になったが、同年6月にウィラトゥらが設立していたミャンマー愛国協会（マバタ）に運動を引き継がせた。
マバタの目的は、仏教徒および仏教を保護する法案（民族・宗教保護法案）を作成し、それを政府に可決してもらうことにあった。具体的には以下の4法案である。
- 改宗法 - 仏教徒が他宗教へ改宗すことを許可制にする。改宗は18歳以上のみに許可され、改宗申請者は最低5人の委員による面談の上、90日間の学習期間を通して「宗教の本質、当該宗教の婚姻、離婚、財産分与のあり方、および当該宗教の相続と親権のあり方」を検討させる。また他宗を侮辱・軽視・迫害目的での改宗、他人の改宗勧誘や、逆に回収を断念させる説得も禁止される。
- 仏教徒女性特別婚姻法 - 仏教徒女性と非仏教徒男性の婚姻を規制する法律。仏教徒女性が非仏教徒と婚姻する場合、その宗教を届け出なければならず、第三者による地方裁判所への異議申し立ても認める。また、非仏教徒の夫は、妻を改宗させようとしてはならず、反仏教的言動も禁止される。仏教への強制改宗義務はなくなったが、非仏教への改宗や反仏教言動の罪状に問われた場合、妻側は離婚理由にすることができる。その場合、共有財産はすべて妻に没収され、慰謝料支払いの義務があるばかりでなく、親権も奪われる。なおミャンマーでは反仏教的言動は宗教侮辱罪に当たり、2〜4年の禁錮刑に処せられる可能性がある。
- 人口調整法（産児制限法） - 第1子出生後、36ヶ月（3年）間は次の子供を産むことを禁じ、妊娠した場合は強制堕胎も可能にする。法自体は全住民が対象だが、出生率の高いロヒンギャを標的にした法律と指摘された。
- 一夫一妻法 - 一夫多妻を禁じる。在緬外国人も適用される。いわゆる内縁の配偶者、事実婚の形での重婚配偶者との同居も禁じられる。違反者は財産権を没収され、7年以下の禁錮または罰金に処せられる[23]。

同法案は女性の人権を侵害するものとして、国内外から批判を浴びたが、マバタは伝統的な慣習法を成文化しただけと主張した。そしてこれらの法律を連邦議会で可決させるために、ユワマ長老、テイータグー長老、国家サンガ組織の幹部僧などミャンマー・サンガの中枢を担う高僧たちをマバタに引きこんだ。さらに民族・宗教保護法案の可決に尽力するのみならず、仏教日曜学校運動やパラヒタと呼ばれる災害支援活動などの社会運動にも取り組み、運動の裾野を広げていった。そのバックグラウンドには、2014年の時点で6万1965の僧院、55万1587人の出家者たちというサンガのネットワークがあった。
2013年7月、マバタは130万人の署名とともに4法案を政府に提出。当初、969運動やマバタの活動に沈黙を守っていたスーチーも同法案への反対を表明。2014年5月には97の女性団体、地域団体が政府に法案に反対する請願書を提出したが、マバタは反対派を「国家の裏切り者」「背後には、外国人勢力が付いている。『人権』を持ち出すだけで、公共の利益にかなっておらず、国家に対する忠誠心もない」と非難した。結局、同法案は2015年に相次いで成立した。
勢いづくマバタはさらに活動を過激化していく。2014年9月、ウィラトゥはスリランカの仏教過激派組織ボドゥ・バラ・セーナ（BBS）のグナナサラ代表と会談し、「ジハード主義者による脅威と戦う」ことで意見を一致させた。2015年1月には、国連がロヒンギャへの市民権付与を勧告したことに抗議して、ウィラトゥら数百人の僧が、ミャンマーを訪問した国連人権高等弁務官事務所（OHCHR）国連特別報告者の李亮喜を非難するデモを行った。デモでは国連を「イスラムと共に立つ」と揶揄し、「"ロヒン・ライアー"（嘘つきロヒン）を蹴散らせ」「ベンガリ（ロヒンギャの蔑称）が偽名を使用するな」とロヒンギャを中傷。さらにウィラトゥはで李亮喜を「肩書があるからといって尊敬されるとは思うな。我々にとってはただの売春婦」と非難した。OHCHRのザイド・フセイン高等弁務官は「性差別主義で侮辱的な言動。到底受け入れられない」と抗議しが、それでもウィラトゥは、フランス通信社の取材に対して「もし私がもっと厳しい単語を見つけられれば、それを使っていただろう。それは、彼女が我が国にしたこと（ロヒンギャへの市民権付与要求）とは比べものにならない」と反論した。同年5月にはロヒンギャ難民の処遇に対する国際社会の批判に反発するデモを行った。ウィラトゥは『オーストラリアン』の取材に対して「ムスリムが国に深刻な脅威を与えた」「仏に献花した少女が、（ムスリムの）夫に殺された」などと述べ、「これらの人々（難民）は、イスラム諸国が迎え入れるべきである。――（すなわち）インドネシア、マレーシア、ブルネイ」と主張した。
そして2015年11月に予定されていた総選挙では、マバタは態度を曖昧にしていた。というのも、マバタのメンバーにはスーチー率いる国民民主連盟（NLD）の支持者も多く、国軍派の連邦団結発展党（USDP）の議員もNLDの議員もマバタ系の僧院に寄付していたからである。ただウィラトゥは明白にUSDPを支持した。当初ウィラトゥはスーチーに好意的だったが、スーチーが民族・宗教保護法案に反対したことで態度を豹変。スーチーを「政治家としての彼女を心底から崇めていた時期もあったが、しょせんは八方美人で、大統領の器ではない。子供はふたりまでという産児制限や異教徒間の結婚に制約を課す法制度についても、人権侵害に当たると彼女は非難している。つまり、もはや我々とは相容れないということだ」と非難した。マバタは、ムスリムへの規制として、公立校でのブルカの禁止、イード・アル＝アドハーで「無実の」生贄を捧げることの禁止などの各政党への要求国目を掲げ、民族・宗教保護法案に反対した候補者を公表するとも発表した。総選挙の立候補届け出の際には、ロヒンギャであることを理由に政府によって届け出が退けられたり、NLDが仏教徒の反発を恐れ、ムスリムの公認を自主的に取り消したりする事態が生じた。
総じて、969運動、マバタの活動はテインセイン政権下で盛んだったものの、政権は彼らを活動を厳しく取り締まらなかった。テインセイン大統領は、969運動を「平和の象徴」と称賛し、サンシント宗教大臣は「私たちは今、市場経済を実践している」「誰もそれ（ボイコット）を止めることはできない。これは消費者に任されています」と969運動によるボイコット活動を擁護していた。ロンドン・スクール・オブ・エコノミクスの客員研究員・マウンザーニは、「一連の反イスラム運動は、反中感情を払拭するためのミャンマー軍の策略であり、さらにその背後には中国の存在がある」と主張しており、他にも運動への国軍の関与を疑う声は上がっていたが、少なくとも両者の間に利害の一致はあったと考えられる。

### 運動の衰退
しかし総選挙ではNLDが圧勝し、政権の座に就く。そうなるとマバタに対する風向きが一変。2016年7月、NLDの強い働きかけにより、マハナは「マバタはサンガの基本規則に基づいて結成された公式の仏教組織ではない」という声明を発表して、マバタの正統性は大いに揺らだ。マバタは、出家者が政治活動をすることの批判を交わすために、在家信者からなる仏教愛国者協会（Dhamma Wunthaun Rakhita）を結成した。2016年10月にはラカイン州で後にアラカン・ロヒンギャ救世軍（ARSA）と判明する武装組織による国境警備隊監視所襲撃事件、2017年1月にはNLDの法律顧問でムスリムのコーニーがヤンゴン空港で暗殺、他にもヤンゴンで、仏教民族主義者たちがムスリムの神学校2校の閉鎖を要求したり、ロヒンギャの隠れ家と思われたアパートの捜索を警察に要求して何も証拠が出なかったところ、民族主義者が暴徒化するなど仏教徒・ムスリム間の不穏な事件が相次いだ。2017年5月、マハナは全国のマバタの看板を撤去するように求める声明を発表。マバタは仏法福祉財団（Buddha Dhamma Parahita Foundation）を結成して、マバタの名称を放棄したが、マンダレーとケレン州の支部はこれを不服としてマバタの名称を使い続けると宣言。マバタの活動は分裂し、大いに打撃を受けた。
ウィラトゥ自身も、2017年3月、「宗教に対するヘイトスピーチを繰り返し行い、宗教間の対立を引き起こし、法の支配を維持する努力を妨げている」として、マハナから1年間公の場所での説法を禁止される命令を下された。2018年1月には、国軍によるロヒンギャ弾圧を支持したとして、ウィラトゥのFacebookのアカウントが凍結された（その後はロシア版FacebookのVKに投稿するようになる）。さらに2019年5 月に開催された2008年憲法改正反対集会では、「化粧することや着飾ること、ハイヒールで歩くことしか知らない」とスーチーを誹謗中傷するとともに、「軍人をブッダのように崇拝せよ。なぜなら彼らは国民の憎悪に直面しながらも、軍人として国を護らなければならないからだ」と発言したことにより、動乱罪の容疑で逮捕状が出され、しばらく逃亡生活を続けていたが、2020年11月に警察に出頭して逮捕された。
2021年9月、恩赦によりウィラトゥは釈放されたが、2022年10月にバゴー地方域の小さな村で釈放後初めて開催した説法会には、わずか25人の出席者しかおらず、往年の影響力は見る影もなく、2024年10月現在、マバタにも目立った動きはない。